# Cernay (Vienne)
Cernay település Franciaországban, Vienne megyében. Lakosainak száma 478 fő (2022. január 1.). Cernay Doussay és Savigny-sous-Faye községekkel határos.

## Népesség
A település népességének változása:
| Lakosok száma | 457  | 466  | 484  | 477  | 482  | 485  | 488  | 491  | 478  |
|               | 2013 | 2015 | 2016 | 2017 | 2018 | 2019 | 2020 | 2021 | 2022 |